# Lijst van Luikenaren
Dit is een chronologische lijst van Luikenaren. Het betreft personen uit de Belgische stad Luik.

## Bekende Luikenaren
- Heilige Hubertus van Luik (655-727), verplaatste de bisschopszetel rond 718 van Maastricht naar Luik en was hierdoor de eerste bisschop van Luik.
- Jacobus van Luik (circa 1260 - circa 1330), musicoloog die Speculum Musicae schreef.,j
- nnn

## Geboren te Luik
- Willem van Saint-Thierry (ca. 1080-1148), monnik
- Jean d'Outremeuse (1338-1399), kroniekschrijver
- Johannes Ciconia (ca. 1370-1412), componist en muziektheoreticus
- Lambert Lombard (1505/6-1566), Zuid-Nederlands renaissance-kunstenaar en humanist
- Helena Antonia (1550-1595), hofdwerg
- Theunis Wypart (2e helft 16e eeuw), hij maakte glasramen
- Louis de Geer (1587-1652), handelaar in oorlogwapens
- Gérard Douffet (1594-1660), schilder
- Lambert Pietkin (1613-1696), componist, dirigent en organist
- Lambert Chaumont (1630-1712), karmeliet en componist van orgelmuziek
- Gerard de Lairesse (1640-1711), kunstschilder
- Henri-Guillaume Hamal (1685-1752), componist, dirigent en organist
- Jean-Noël Hamal (1709-1778), componist, dirigent en organist
- Jan Nicolaas Floris van Nassau-LaLecq (1709-1782), commandant van het garnizoen Doornik in 1738
- Marian de Saint-Antoine (1726-1801), karmeliet en dichter in het Waals
- Nicolas Henri Joseph de Fassin (1728-1811), schilder
- Jacques-Barthélemy Renoz (1729-1786), architect
- Léonard Defrance (1735-1805), schilder
- André Ernest Modeste Grétry (1741-1813), componist
- Henri Hamal (1744-1820), componist
- Henri-Guillaume de Fabribeckers de Cortils de Grâce (1752-1842), edelman en industrieel
- Maria Lambertine Coclers (1761-1820), kunstschilder
- Gerard Nagelmackers (1777-1859), lid van het Belgisch Nationaal Congres en bankier
- Etienne de Sauvage (1789-1867), advocaat en magistraat
- Henri Dewandre (1790-1862), lid van het Belgisch Nationaal Congres
- Maria Theresia Haze (1792-1876), ordestichtster
- Denis de Mélotte d'Envoz (1780-1856), burgemeester
- Walthère Frère-Orban (1812-1896), politicus
- Gustave de Molinari (1819-1912), econoom
- César Franck (1822-1890), componist
- Julien d'Andrimont (1834-1891), volksvertegenwoordiger, senator en burgemeester
- Eugène Verdyen (1836-1903), kunstschilder, aquarellist en tekenaar
- Ferdinand de Marnix de Sainte-Aldegonde (1837 - 1913), politicus
- Georges Nagelmackers (1845-1905), bankier en oprichter van de Compagnie Internationale des Wagons-Lits
- Léon Mignon (1847-1898), beeldhouwer
- Gérard Leman (1851-1920), generaal
- Camille Coquilhat (1853-1891), koloniaal
- Joseph Rulot (1853-1919)m beeldhouwer
- Gustave Serrurier-Bovy (1858-1910), architect en meubelontwerper
- Eugène Ysaÿe (1858-1931), componist en violist
- Armand Rassenfosse (1862-1934), graficus, boekillustrator en schilder
- Désiré Pâque (1867-1939), componist en muziekpedagoog
- Joseph Halkin (1870-1937), professor aardrijkskunde
- Victoire Cappe (1886-1927), vakbondsbestuurster en feministe
- Ludovic Janssen (1888-1954), kunstschilder, aquarellist en etser
- Jean Dabin (1889-1971), jurist UCL
- Georges Antoine (1892-1918), componist
- Robert Poulet (1893-1989), schrijver, journalist en criticus
- Georges Moens de Fernig (1899-1978), industrieel, bestuurder en politicus
- Gérard Noël (1900-1963), atleet
- Jean Rey (1902-1983), volksvertegenwoordiger, minister en voorzitter van de Europese Commissie (1967-1970)
- Léon-Eli Troclet (1902-1980), politicus en minister
- Georges Simenon (1903-1989), schrijver
- Fernand Demany (1904-1977), redacteur, politicus en auteur
- Henri Bierna (1905-1944), voetballer
- Théo Dejace (1906-1989), politicus en journalist
- Ernest Burnelle (1908-1968), redacteur en politicus
- Stanislas-André Steeman (1908-1970), schrijver en illustrator
- Michel de Give s.j. (Père Bernard; 1913-2020), jezuïet en theoloog
- Francine Holley (1919-2020), kunstschilderes
- François Perin (1921-2013), politicus
- Lise Thiry (1921-2024), virologe-microbiologe en senator
- Corneille (1922-2010), kunstschilder en beeldhouwer
- Robert Everaert (1923-1951), atleet
- Huberte Hanquet (1926-2018), politica
- Guy Delhasse (1933-2025), voetballer
- Georges Salmon (1933-2023), atleet
- André Bar (1935), wielrenner
- Jean-Maurice Dehousse (1936-2023), politicus
- Jacques Hustin (1940-2009), zanger
- Francis Delpérée (1942), hoogleraar en politicus
- Henri Depireux (1944-2022), voetballer en voetbaltrainer
- André-Joseph Dubois (1946), schrijver
- Roger Lespagnard (1946), atleet
- Didier Reynders (1958), politicus
- Guy Namurois (1961-2012), atleet en sportbegeleider
- Philippe Jeusette (1966-2022), acteur
- Jean-Michel Saive (1969), tafeltennisser
- Isabelle Arnould (1970), zwemster
- Nicolas Ancion (1971), schrijver
- Philippe Léonard (1974), voetballer
- Nathalie Pâque (1977), zangeres
- Christophe Grégoire (1980), voetballer
- Najib El Abbadi (1981), voetballer
- François Sterchele (1982-2008), voetballer
- Justine Henin (1982), tennisster
- Denis Dasoul (1983-2017), voetballer
- Steve Darcis (1984), tennisser
- Jonatan Cerrada (1985), zanger
- Laurent Castellana (1987), voetballer
- Déborah François (1987), actrice
- Kevin Mirallas (1987), voetballer
- Sébastien Pocognoli (1987), voetballer
- Mehdi Carcela (1989), Belgisch-Marokkaans-Spaanse voetballer
- Nacer Chadli (1989), voetballer
- Yoris Grandjean (1989), zwemmer
- Axel Witsel (1989), voetballer
- Antoine Demoitié (1990-2016), wielrenner
- Zakaria Bakkali (1996), voetballer
- Loïs Openda (2000), voetballer

## Overleden te Luik
- Lambertus van Maastricht (638-705), bisschop van Maastricht, vermoord in Luik na een conflict met Pepijn van Herstal
- Hendrik IV (1050-1106), koning van Duitsland vanaf 1056 en Rooms-Duitse keizer
- Franco van Luik (circa 1015-1083), scholaster en wiskundige
- Jacquemin van Loon ( -1330), kanunnik
- Jan van Arkel, (1314-1378), bisschop van Luik
- Johannes Brassart (ca. 1400-1455), Bourgondisch componist uit de vroege Renaissance
- Gerard van Groesbeek (1517-1582), deken van het kapittel van Sint-Lambertus in Luik
- Arnould van Sprolant (1486–1539), edelman, geleerde en geestelijke
- Everhard van der Marck (1472-1538), prins-bisschop van Luik
- Theodoricus Hezius (± 1485-1555), pauselijk adviseur en inquisiteur
- Antonio Abbondanti (1580 à 1590 - 1653), Italiaans-Luiks kanunnik en dichter
- Theunis Wypart (2e helft 16e eeuw), hij maakte glasramen
- Jean Del Cour (1627-1707), beeldhouwer
- Guillaume de Waha-Baillonville (1615-1690), priester, jezuïet en historicus
- Pierre-Lambert Ledrou (1641-1721), prelaat
- Jean-Baptiste Coclers (1692-1772), kunstschilder
- Marian de Saint-Antoine (1726-1801), karmeliet en dichter in het Waals
- Toussaint-Joseph Romsée (1727-1809), priester-leraar
- Maria Lambertine Coclers (1761-1820), kunstschilder
- Léon Brouwier (1847-1922), volksvertegenwoordiger
- Henricus Turken (1791-1856), Nederlands etser, tekenaar en kunstschilder
- Johann Dominicus Fuss (1782-1860), hoogleraar Latijn en Latijns dichter
- Charles Marcellis (1798-1864), volksvertegenwoordiger en industrieel
- Jacques-Quentin de Thierry (1751-1834), edelman
- Voltaire Masius (1836-1912), arts, hoogleraar en rector in Luik
- Armand Meyers (1862-1951), baron, procureur-generaal
- Joseph Halkin (1870-1937), professor aardrijkskunde
- Arthur Xhignesse (1873-1941), schrijver in het Waals dialect
- Alexis Fivet (1882-1954), kunstschilder, pastelschilder, graveur en beeldhouwer
- Alice Degeer-Adère (1902-1977), Belgisch politica
- Léopold Anoul (1922-1990), voetballer
- Marcel Paeschen (1937-2002), voetballer
- Guillaume Marie van Zuylen (1910-2004), 89e bisschop van het bisdom Luik
- Jean Jadot (1928-2007), voetballer